# Далай-лама I
Далай-лама I (*དགེ་འདུན་གྲུབ།, 1391 —1474) — релігійний діяч Тибету, став першим серед далай-лам. Сприяв розбудові ламаїстських монастирів.

## Життєпис
Походив з родини кочівників-скотарів. Народився у Гюрмей Рупа поблизу монастиря Сак'я (область Цанг). При народженні отримав ім'я Пема Дордже. Замолоду оселився у монастирі Нартанг. 1405 року став послушником у Хенчена Друпи Шераба. У 1410 році, ставши ченцем, прийняв ім'я Ґендюн Чуб (інша вимова Ґендун Друп).
Згодом стає учнем Дже Цонкапа (1375–1415). Останній сприяв кар'єрі Ґендюну, який став першим головою монастиря Ґанден. Поступово стає одним з шанованіших релігійних діячів та вчених Тибету (особливо після смерті Цонкапа). Відомий був численними та тривалими медитаціями. У 1447 році заснував монастир Таши Ланкхпо у м. Шигатце. Натепер це один з найбільших монастирів Тибету.
Водночас він не брав участь у політичних справах, займаючись більше релігійними вправами. Багато зробив для свого монастиря, сприяючи піднесенню його ваги. Сюди стали стікатися численні послушники та прочани. Разом з цим зростали статки монастиря Таши Ланкхпо. У віці 84 років, не виходячи з медитації, помер, і через два покоління визнаний першим Далай Ламою.

## Творчість
Серед доробку є «Коментар до Абгідгармакоша», епічна поема про життя та діяльність Будди Шак'ямуні, вірш-присвята Дже Цонкапи, панегірик богині Тара.